# Hoshihananomia masatakai
Hoshihananomia masatakai es una especie de coleóptero de la familia Mordellidae.

## Distribución geográfica
Esta especie es endémica de Taiwán.